# 권력에의 의지
《권력에의 의지》(독일어: Der Wille zur Macht)는 프리드리히 니체 만년의 유고를 누이동생이 편집·발간한 철학 이론서이다. 니체의 권력의지설은 후에 나치즘의 권력 사상을 합리화하는 반동 이론으로 악용되었으나 니체의 권력의지설의 참뜻은 냉혹한 자기초극(自己超克)을 위한 내면적인 사상 원리를 명백히 하려는 데 있으며, 다른 사람을 지배하기 위한 외적 원리에 그치는 것이 아니다.
이 책은 ‘모든 가치의 전환의 시도’라는 부제가 붙었으며, 생의 충일을 지향하는 권력의지를 새로운 가치정립(價値定立)의 원리로 하여 현대의 니힐리즘 문명을 초극하는 방향을 찾으려고 한다. 여기에서 다가올 시대가 니힐리즘의 세기임을 예고하고 이 니힐리즘을 극복하기 위해서는 현실도피의 ‘수동적(受動的) 니힐리즘’에 머무르지 말고 니힐(허무)한 생존 현실 속으로 적극적으로 파고들어 니힐한 현실과 일체가 되어 살려고 하는 ‘능동적(能動的) 니힐리즘’의 입장에 서서, 운명애(運命愛)의 정신에 의해 필연적 운명을 자유로운 창조의 원리로 바꾸어 가는 것이 중요하다고 주장한다. 또한 ‘생에의 의지’의 본질을 이루는 것은 ‘권력에의 의지’로써 보다 힘차고 보다 충실한 생으로 무한한 향상을 수행하려는 것이 생의 실상이므로 기존의 일체 가치의 전환 후에 창조되어야 할 가치정립의 새 원리는 생의 본질인 권력량(權力量)의 증대에서 구해야 한다고 역설한다.

## 같이 보기
- 권력 의지